# Kushikino
Kushikino (串木野市 -shi) é uma cidade japonesa localizada na província de Kagoshima.
Em 2003, a cidade tinha uma população estimada em 26 355 habitantes e uma densidade populacional de 327,55 h/km². Tem uma área total de 80,46 km².
Recebeu o estatuto de cidade a 1 de Outubro de 1950.